# ESO 69-6
ESO 69-6 (również AM 1633-682) – para galaktyk powiązanych grawitacyjnie, znajdująca się w gwiazdozbiorze Trójkąta Południowego w odległości około 650 milionów lat świetlnych od Ziemi. Obie galaktyki są podobne do nut na pięciolinii. Posiadają one długie ogony pływowe zawierające gaz i gwiazdy wyrwane z zewnętrznych warstw galaktyk. Obecność tych ogonów jest dowodem oddziaływania grawitacyjnego tej pary.